# معركة جرومنتيوم
 معركة جرومنتوم  دارت في عام 207 ق.م بين الرومان بقيادة جايوس كلاوديوس نيرو، والجيش القرطاجي بقيادة حنبعل. انتهت المعركة بانتصارا روماني طفيف، بعد ذلك سار نيرو شمالاً حيث هزم وقتل صدربعل شقيق حنبعل في معركة ميتوريوس.